# 洛厄尔·诺思
洛厄尔·奥顿·诺思（英語：Lowell Orton North，1929年12月2日—2019年6月2日），美国男子帆船运动员。他曾代表美国参加1964年和1968年夏季奥林匹克运动会帆船比赛，获得一枚金牌和一枚铜牌。